# Vanesa Gabriella Leiro
 (mai 2010).
Si vous disposez d'ouvrages ou d'articles de référence ou si vous connaissez des sites web de qualité traitant du thème abordé ici, merci de compléter l'article en donnant les références utiles à sa vérifiabilité et en les liant à la section « Notes et références ».
Vanesa Gabriela Leiro (née à Buenos Aires le 6 mai 1992) est une actrice et chanteuse argentine.

## Biographie
Sa première exposition publique dans les médias était au Super Pop Kids 2001, où il y avait en premier lieu une compétition entre les garçons, mais en 2002 et 2003, Vanesa réussit à faire partie de la bande Cantaniño et a remporté la première place avec son groupe KtrasK. Vanesa fait ses déclarations en 2007 aux médias publics pour sa participation à Patito Feo où Laura Esquivel et Brenda Asnicar jouent, elle eut le rôle de Martina et faisait partie de la bande des Las Divinas (Les Divines). Sa meilleure amie était Luciana (Nicole Luis). En 2007, Vanesa a également une petite apparition dans Son de Fierro. En 2008, elle a fait une apparition dans Casi Angeles, avec son personnage Cheta, la mariée de Nachito. En 2008, elle a également l'accès aux gains de renommée mondiale, programme latino American Idol (saison 3), mais elle ne parvient pas à gagner, mais était tout de même contente d'avoir participé au programme.

## Filmographie
Télévision
- 2007 : De tout mon cœur : Martina
- 2007 : Son de Fierro : Bolo
- 2008 : Casi Angeles : Cheta
- 2010 : Sueña conmigo : Marcia Lima